# D'un monde à l'autre (téléfilm)
Pour l’article homonyme, voir D'un monde à l'autre (roman).
Pour plus de détails, voir Fiche technique et Distribution.
D'un monde à l'autre est un téléfilm français réalisé par Didier Bivel et diffusé le 3 décembre 2019 sur France 3.

## Synopsis
Thomas, 50 ans, devient paraplégique à la suite d'un accident de voiture.

## Fiche technique
- Réalisateur : Didier Bivel
- Scénario : Denis Braccini, Nicolas Pleskof
- Photographie : Jean-Max Bernard, Audrey Bordessoules, Yvan Maniosky
- Montage : Laurence Bawedin
- Musique : Nicolas Errèra
- Sociétés de production : France Télévisions, Klim Production, TV5 Monde
- Genre : Drame
- Durée : 90 minutes
- Date de diffusion : 3 décembre 2019 sur France 3

## Distribution
- Pascal Demolon : Thomas Pélissier
- Anne Marivin : Camille Pélissier
- Jules Houplain : Julien Pélissier
- Luna Lou : Charlotte Pélissier
- Sylvie Granotier : Nicole Pélissier, la mère de Thomas
- Yorick Adjal : Abdel
- Frédéric Gorny : Laurent
- Aurélien Chaussade : Maxime
- Julien Ellenrieder : Michael
- Lise Laffont : Mathilde
- Baptiste Carrion-Weiss : Eddie
- Cyril Fragnière : Yves
- Abboutalibe Hamlili : Nordine
- Barbara Darase : Binta
- Christophe Sardain : Jérôme

## Diffusion
Le téléfilm est diffusé sur France 3 à l'occasion de la Journée mondiale des personnes handicapées, le 3 décembre 2019.

## Accueil critique
Le magazine belge Moustique parle d'« un téléfilm plein d'espoir ».

## Distinctions
- Festival des créations télévisuelles de Luchon 2019 : 
  - Prix du public de la fiction unitaire
  - Prix du meilleur espoir masculin pour Jules Houplain